# آن رينو
آن رينو (بالفرنسية: Anne Renaud)‏ هي منافسة ألعاب القوى ورسامة توضيحية فرنسية، ولدت في 24 مارس 1970 في Ambilly ‏ في فرنسا.

## وصلات خارجية
- آن رينو على موقع الاتحاد الدولي لألعاب القوى (الإنجليزية)